# Knapstad Station
Knapstad Station (Knapstad stasjon eller Knapstad holdeplass) er en norsk jernbanestation på Indre Østfoldbanen (Østfoldbanens østre linje) i Hobøl. Den blev åbnet som holdeplads 15. november 1912 og var betjent til 17. marts 1969, hvorefter den blev nedgraderet til trinbræt i 1976. Stationen, der ligger 41,5 km fra Oslo S, betjenes af NSB's linje Rakkestad/Mysen-Skøyen.
I 2014 blev stationen moderniseret med en 250 meter lang perron med læskur, cykelstativ og en mindre parkeringsplads. Der er ingen billetautomat på stationen, så passagerne må købe billet i toget.